# The Amazons (banda)
The Amazons é uma banda de rock inglesa, de Reading, Berkshire, formada em 2014. Atualmente a banda é composta por Matt Thomson (vocalista e guitarrista), Chris Alderton (guitarrista e backing vocal), Elliot Briggs (baixista e backing vocal) e Joe Emmett (baterista). Em 2015 lançaram o EP "Don't You Wanna" e foram incluídos na BBC "Sound of 2017" e MTV "Brand New 2017" listas. E também serão nomeados uma banda para ouvir em 2017 pela NME, The Independent e BBC Radio1.  O primeiro e auto-intitulado álbum de estúdio da banda será lançado no dia 02 de junho de 2017.

## Membros
- Matt Thomson (vocalista e guitarrista)
- Chris Alderton (guitarrista e backing vocal)
- Elliot Briggs (baixista e backing vocal)
- Joe Emmett (baterista)

## Discografia
| Titulo      | Detalhes                                                                                   |
| ----------- | ------------------------------------------------------------------------------------------ |
| The Amazons | - Lançamento: 02 de Junho de 2017 - Gravadora: Fiction Records - Formato: Digital download |

### EPs
| Titulo          | Detalhes                                                                                               |
| --------------- | --- |
| Don't You Wanna | - Lançamento: 09 de Outubro de 2015 - Gravadora: Lançado de forma autônoma - Formato: Digital download |

### Singles
| Year | Title               | Album            |
| ---- | ------------------- | ---------------- |
| 2015 | "Junk Food Forever" | The Amazons      |
| 2015 | "Ultraviolet"       | The Amazons      |
| 2016 | "Stay With Me"      | The Amazons      |
| 2016 | "Nightdriving"      | non-album single |
| 2016 | "In My Mind"        | The Amazons      |
| 2016 | "Little Something"  | The Amazons      |
| 2017 | "Black Magic"       | The Amazons      |

## Videografia
- "Stay With Me" (2016)
- "Nightdriving" (2016)
- "In My Mind" (2016)
- "Little Something" (2017)